# خواكيم نيكولا إيجيرت
خواكيم نيكولا إيجيرت (بالألمانية: Joachim Nicolas Eggert)‏ (و. 1779 – 1813 م) هو ملحن، وموزع (موسيقى)، وعازف كمان من ألمانيا، والسويد، يستخدم آلات كمان متوسط، توفي عن عمر يناهز 34 عاماً، بسبب سل.